# Rhauderfehn
Rhauderfehn ist eine Gemeinde im ostfriesischen Landkreis Leer in Niedersachsen. Der Sitz der Gemeindeverwaltung ist in Westrhauderfehn. Mit 18.228 Einwohnern ist sie die viertgrößte Kommune des Landkreises Leer. Diese verteilen sich auf rund 103 Quadratkilometer. Nicht zu Rhauderfehn gehört die politisch selbstständige Gemeinde Ostrhauderfehn, ebenfalls im Landkreis Leer.
Der Name der Gemeinde rührt von der 1769 gegründeten Fehnsiedlung gleichen Namens her, die wiederum nach dem alten Geestdorf Rhaude im Nordwesten des Gemeindegebietes benannt ist. Neben Rhaude sind Backemoor und Collinghorst die ältesten Ortsteile. Weite Teile des Gemeindegebietes wurden im 18. und 19. Jahrhundert durch Moorkolonisten urbar gemacht. Der Ortsteil Klostermoor hingegen wurde erst im Zuge des Emslandplans ab 1951 vollkommen erschlossen. Damit ist Rhauderfehn die einzige ostfriesische Gemeinde, die am Emslandplan beteiligt war.
Wirtschaftlich ist Rhauderfehn von Landwirtschaft, Tourismus und wenigen Industriebetrieben geprägt, darunter einem Hersteller von Reißverschlüssen (Opti). Die Kommune ist in deutlichem Maße eine Auspendler-Gemeinde.
Rhauderfehn verfügt über drei mittelalterliche Kirchen. Zu weiteren historischen Bauwerken gehören Windmühlen sowie eine Vielzahl von Klappbrücken über die Fehnkanäle.

## Geografie
Rhauderfehn liegt im Süden des Landkreises Leer. Klostermoor ist die südlichste Ortschaft des Landkreises Leer und damit auch Ostfrieslands. Südlich der Gemeinde erstreckt sich die Nachbarregion Emsland. Rhauderfehn bildet zusammen mit seinen östlichen und westlichen Nachbargemeinden Ostrhauderfehn und Westoverledingen das Overledingerland, eine der vier historischen Landschaften auf dem Gebiet des heutigen Landkreises Leer. Die anderen drei sind das Moormerland, das Lengenerland und das Rheiderland.
Das Gemeindegebiet ist in Nord-Süd-Richtung deutlich größer als in Ost-West-Richtung. Die größte Ausdehnung in Nord-Süd-Richtung beträgt zirka 20,5 km, in Ost-West-Richtung hingegen lediglich 7,0 km.
Der Ortskern des Hauptortes Westrhauderfehn liegt etwa 13 km südöstlich des Zentrums der Kreisstadt Leer.
Das Regionale Raumordnungsprogramm des Landkreises Leer teilt dem Hauptort Westrhauderfehn sowie dem unmittelbar benachbarten Ort Rhaudermoor die Funktion eines Grundzentrums für das Gemeindegebiet zu.

### Geologie, Hydrologie und Böden
Das geologische Bild wird vom Pleistozän und vom Holozän bestimmt. Weite Teile des Gemeindegebietes sind (inzwischen meist abgetorfte) Hochmoorflächen. Niedermoor findet sich lediglich südöstlich des Ortsteils Backemoor, der selbst aber auf der Geest liegt, ebenso wie die anderen im Norden des Gemeindegebietes gelegenen Ortschaften Rhaude, Holte, Schatteburg und Collinghorst. Ebenfalls auf der Geest liegt der Ortsteil Langholt: Er befindet sich auf einem schmalen Streifen Geest, der mit den genannten nördlich gelegenen Geestdörfern ebenso verbunden ist wie mit der Geest im südlich gelegenen Emsland. Dieser schmale Streifen Geest trennt das Hochmoor im Raum Westrhauderfehn von demjenigen in Ostrhauderfehn. Die Böden der ostfriesischen Geest bestehen aus Decksanden und Geschiebelehm. Rund um die genannten Geestdörfer befinden sich ausgedehnte Wallheckenlandschaften.

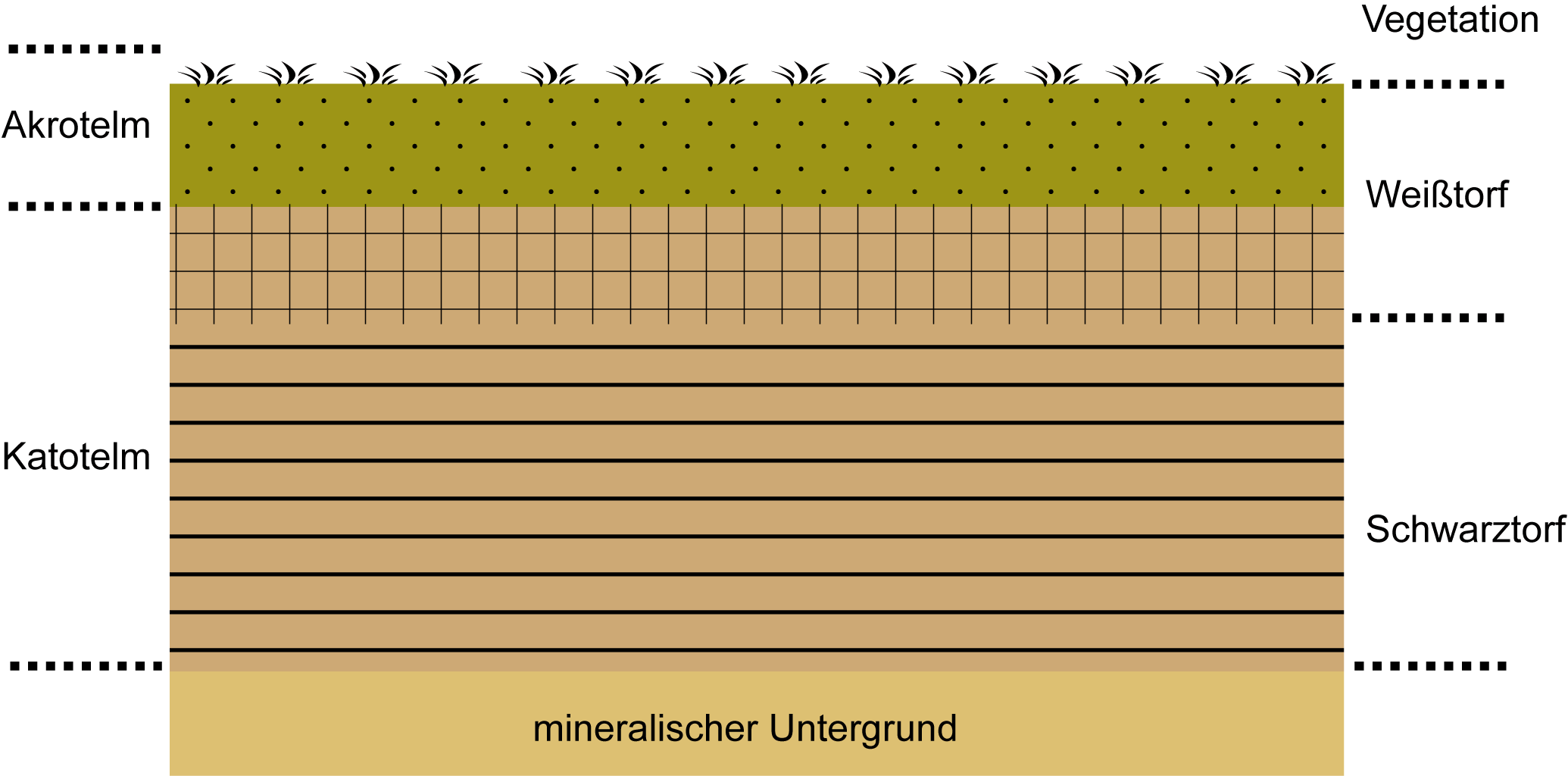
Torfschichten im Moor

Bei den Hochmoorgebieten handelt es sich um Hochmoore, genauer Plateauregenmoore. Der Beginn ihrer Entstehung erfolgte vor rund 11.000 Jahren. Im „Jammertal“, einem Teil des Naturschutzgebietes Esterweger Dose, ist noch Hochmoor zu finden. Noch vorhandene Hochmoorflächen im Ortsteil Klostermoor sollen nach dem Willen des Gemeinderates als solche erhalten bleiben und nicht zum Torfabbau genutzt werden.
Im äußersten Norden des Gemeindegebiets befindet sich die Flussmarsch der Leda. Im Nordosten reicht die Gemeindegrenze bis an den Fluss heran; ansonsten verläuft die Grenze nur wenige Dutzend Meter südlich des Flussufers, das in diesem Abschnitt bedeicht ist. Die Leda ist ein Tidefluss, was auf dem Rhauderfehntjer Abschnitt noch spürbar ist: Selbst im einige Kilometer weiter östlich (also landeinwärts) gelegenen Bereich Barge/Roggenberg (Gemeinde Detern) beträgt der Tidenhub noch 80 cm. Über das Schatteburger Sieltief und das Holter Sieltief wird der nördliche Teil des Gemeindegebietes entwässert, wofür der in Leer ansässige Leda-Jümme-Verband zuständig ist, ein kombinierter Deich- und Wasserverband.

### Nachbargemeinden
Rhauderfehn hat sieben Nachbargemeinden. Im Nordwesten grenzt die Gemeinde auf einem sehr kurzen Teilstück an die Kreisstadt Leer. Im Norden wird Rhauderfehn von der Gemeinde Detern (Samtgemeinde Jümme) begrenzt; teils bildet die Leda die Grenze. Östlich von Rhauderfehn liegt die „Schwestergemeinde“ Ostrhauderfehn (alle im Landkreis Leer gelegen). Im Süden wird die Gemeinde von den beiden zur Samtgemeinde Nordhümmling gehörenden Kommunen Bockhorst und Surwold begrenzt; im Südwesten schließt sich die Stadt Papenburg an. Diese drei Kommunen gehören zum Landkreis Emsland. Westlich von Rhauderfehn liegt die Gemeinde Westoverledingen im Landkreis Leer.

### Gemeindegliederung

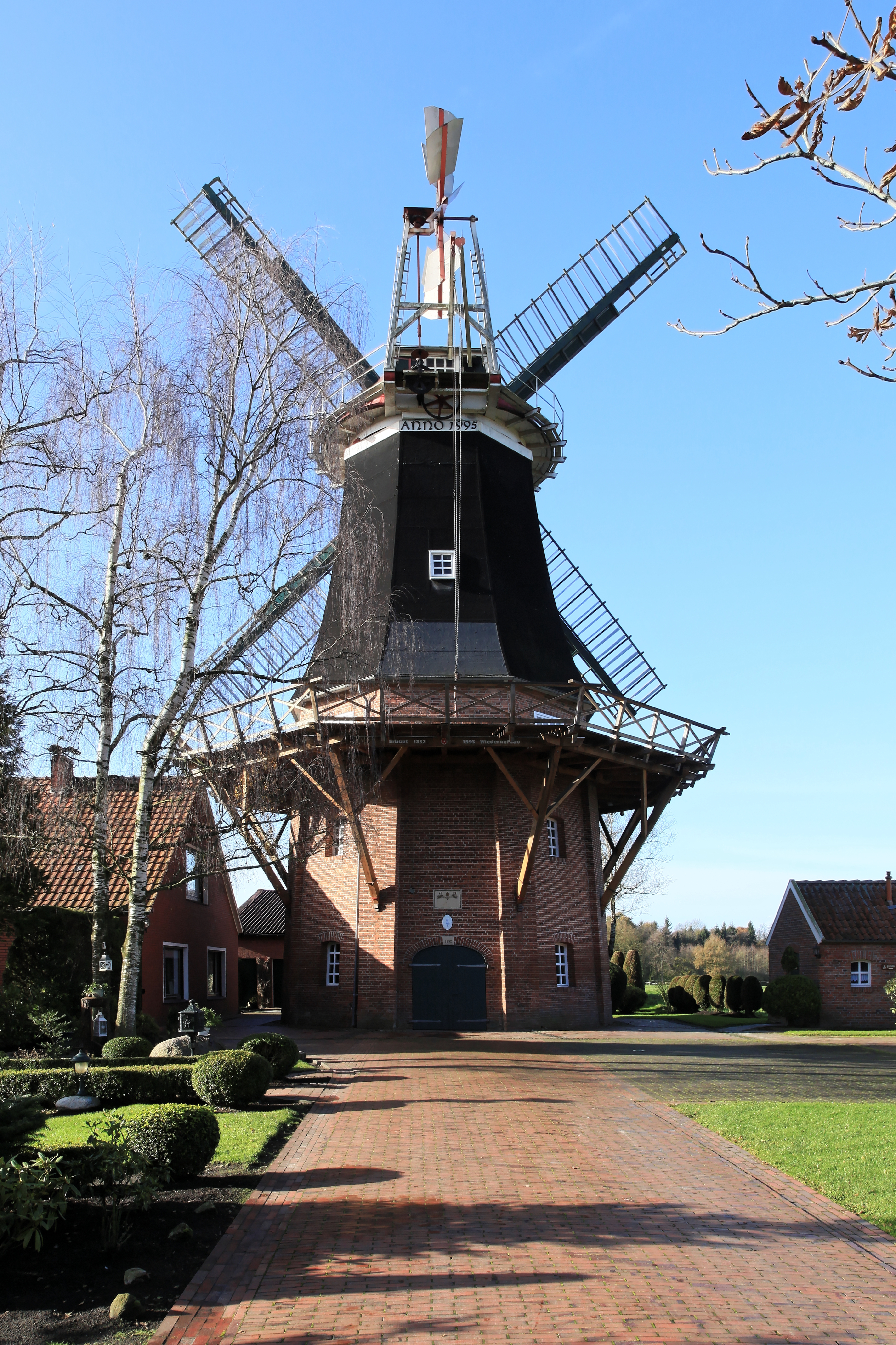
Windmühle Rhaude (Galerieholländer)

Die Gemeinde besteht aus zehn Ortsteilen. Diese sind Backemoor (plattdeutsch: Baakmoor), Holte (plattdeutsch: Holte), Burlage (plattdeutsch: Burlaag), Collinghorst (plattdeutsch: Cöllenhöst), Klostermoor (plattdeutsch: Kloostermoor), Rhaude (plattdeutsch: Rhaud), Rhaudermoor (plattdeutsch: Rhaudermoor), Schatteburg (plattdeutsch: Schattbörg), Westrhauderfehn (plattdeutsch: Westerfehn) und Langholt (plattdeutsch: Langholt). Letztgenannter Ortsteil hat die Besonderheit, dass sich nur ein Teil des Ortes in der Gemeinde Rhauderfehn befindet. Das Dorf wurde bei der niedersächsischen Kommunalreform 1973 auf die Gemeinden Rhauderfehn und Ostrhauderfehn aufgeteilt. Dem Gefühl der Zusammengehörigkeit hat dies jedoch keinen Abbruch getan. So werden beispielsweise die kirchlich gebundenen Rhauderfehntjer Langholter vom Pastor im Ostrhauderfehntjer Ortsteil mit betreut.
Neben den zehn offiziellen Ortsteilen gibt es noch weitere benannte Wohnplätze. Zum Hauptort Westrhauderfehn gehört die Ortschaft Rajen. Zu Collinghorst gehörig sind die Ortschaften Glansdorf und Neu-Glansdorf. Sie sind nach dem Stickhauser Amtmann Rudolf von Glan benannt, einem der fünf Gründer der Rhauderfehn-Compagnie, die die Fehnkolonisierung einleitete.
Der Siedlungsschwerpunkt befindet sich im Osten des Gemeindegebietes mit dem Hauptort Westrhauderfehn (7160 Einwohner) und Rhaudermoor (2940 Einwohner). Beide Orte sind mittlerweile ohne größere Baulücken zusammengewachsen und beherbergen etwa 10.000 der gut 17.000 Einwohner der Gemeinde. Zudem befinden sich dort die zentrale Infrastruktur und der wirtschaftliche Schwerpunkt mit zwei Gewerbegebieten, Einkaufsmöglichkeiten etc. Mit 170 Einwohnern je km² ist die Gemeinde im innerostfriesischen Vergleich (148 Ew/km²) dichter besiedelt und liegt recht genau im niedersächsischen Durchschnitt (168 Ew/km²). Im Vergleich zum bundesrepublikanischen Durchschnitt (230 Ew/km²) ist die Gemeinde jedoch dünner besiedelt.

### Flächennutzung
Die Gemeinde ist 102,92 km² oder 10.292 Hektar groß. Fast 80 Prozent des Gemeindegebiets werden landwirtschaftlich genutzt. Neben Wasserflächen spielen im Süden des Gemeindegebietes auch Waldflächen eine Rolle, der Norden der Gemeinde hingegen ist sehr waldarm.
| Gesamtfläche:                        | 10.292 ha |
| Landwirtschaftlich genutzte Flächen: | 8050,7 ha |
| Gebäude- und Freiflächen:            | 1168,4 ha |
| Betriebsflächen:                     | 138,6 ha  |
| Verkehrsflächen:                     | 413,7 ha  |
| Waldflächen:                         | 191,8 ha  |
| Wasserflächen:                       | 264,4 ha  |
| Sportflächen:                        | 38,1 ha   |
| Sonstige Flächen:                    | 26,1 ha   |

### Klima
Die Gemeinde liegt in der gemäßigten Klimazone, im Einfluss der Nordsee. Im Sommer sind die Tagestemperaturen tiefer, im Winter häufig höher als im weiteren Inland. Das Klima ist von der mitteleuropäischen Westwindzone geprägt.
Nach der Klimaklassifikation von Köppen befindet sich die Gemeinde in der Einteilung Cfb. (Klimazone C: warm-gemäßigtes Klima, Klimatyp f: feucht-gemäßigtes Klima, Untertyp b: warme Sommer). Innerhalb der gemäßigten Zone wird es dem Klimabezirk Niedersächsisches Flachland Nordsee-Küste zugeordnet, der maritim geprägt ist und sich durch relativ kühle und regenreiche Sommer, verhältnismäßig milde, schneearme Winter, vorherrschende West- und Südwestwinde sowie hohe Jahresniederschläge auszeichnet.
Wetterdaten werden für das benachbarte Leer erhoben, das ähnliche klimatische Bedingungen aufweist: Die Temperaturen liegen dort derzeit im Jahresmittel bei 9 °C mit Höchstwerten in den Monaten Juli und August um die 20 °C und mittleren Niedrigstwerten um −2 °C im Dezember und im Januar. Die meisten Regentage gibt es mit jeweils 14 im November und Dezember, die wenigsten im März und Mai, wo an neun Tagen Niederschlag fällt. Die Zahl der durchschnittlichen Sonnenstunden pro Tag schwankt zwischen einer (Dezember/Januar) und sechs Stunden (Mai/Juni). Die mittlere frostfreie Zeit wird mit 170 bis 187 Tagen angegeben. Die mittlere Niederschlagsmenge liegt bei 738 mm/Jahr, die mittlere jährliche Sonnenscheindauer bei 1550 bis 1600 Stunden.
Mikroklimatisch zu berücksichtigen sind die ausgedehnten Hochmoorkomplexe im Gemeindegebiet, die einen Einfluss auf das Wettergeschehen haben. Wegen der Untergrundverhältnisse in einem Regenmoor sind die Temperaturunterschiede zwischen Tag und Nacht extrem. Im Sommer kann es tagsüber zu sehr hohen Temperaturen am Boden kommen, so dass durch Selbstentzündung Moorbrände entstehen können. Zudem sind Moorgegenden sehr viel nebelintensiver als die Umgebung. Durch den jahrhundertelangen Torfabbau und die damit verbundene Entwässerung ist dieser Effekt allerdings nicht mehr so stark ausgeprägt wie in der ursprünglichen Naturlandschaft. Die Anzahl der Frosttage ist allerdings im Hochmoorgebiet deutlich höher als in der Umgebung, es kommt häufiger zu Früh- und Spätfrösten.
|                       | Jan  | Feb  | Mär  | Apr  | Mai  | Jun  | Jul  | Aug  | Sep  | Okt  | Nov  | Dez  |   |      |
| Mittl. Tagesmax. (°C) | 4    | 5    | 8    | 12   | 17   | 20   | 21   | 21   | 18   | 14   | 8    | 5    | ⌀ | 12,8 |
| Mittl. Tagesmin. (°C) | −2   | −1   | 1    | 3    | 6    | 9    | 11   | 11   | 9    | 6    | 2    | 0    | ⌀ | 4,6  |
|                       |      |      |      |      |      |      |      |      |      |      |      |      |   |      |
| Niederschlag (mm)     | 59,2 | 40,1 | 51,4 | 46,0 | 61,5 | 77,4 | 74,8 | 67,2 | 65,6 | 62,5 | 69,1 | 63,2 | Σ | 738  |
|                       |      |      |      |      |      |      |      |      |      |      |      |      |   |      |
| Sonnenstunden (h/d)   | 1    | 2    | 3    | 5    | 6    | 6    | 6    | 6    | 4    | 3    | 2    | 1    | ⌀ | 3,8  |
|                       |      |      |      |      |      |      |      |      |      |      |      |      |   |      |
| Regentage (d)         | 13   | 9    | 12   | 10   | 11   | 11   | 11   | 11   | 11   | 11   | 14   | 14   | Σ | 138  |

| −2 |

| −1 |

| 1 |

| 3 |

| 6 |

| 9 |

| 11 |

| 11 |

| 9 |

| 6 |

| 2 |

| 0 |

| −2 |

| −1 |

| 1 |

| 3 |

| 6 |

| 9 |

| 11 |

| 11 |

| 9 |

| 6 |

| 2 |

| 0 |

### Schutzgebiete
Ein „Jammertal“ genanntes Hochmoorgebiet südöstlich von Burlage ist Teil eines großen Naturschutzgebietes mit dem Namen Esterweger Dose, das sich größtenteils jedoch auf dem Boden der Gemeinden Ostrhauderfehn, Saterland und Samtgemeinde Nördhümmling befindet. Insgesamt hat das seit 2005 bestehende Naturschutzgebiet eine Fläche von 4729 ha oder 47,29 km². Es ist Teil eines rund 11.000 Hektar großen Gebietes, das einst das größte zusammenhängende Hochmoorgebiet in Mitteleuropa war. Als Landschaftsschutzgebiet ist seit 2009 das Gebiet Langholter Meer und Rhauder Meer ausgewiesen. Es umfasst 206 ha Quadratmeter und liegt auf dem Boden von Rhauderfehn und Ostrhauderfehn. Drei Eichen nahe Backemoor sind seit 2005 als Naturdenkmal mit weniger als einem Hektar Größe ausgewiesen, ebenfalls zwei Linden im Hauptort Westrhauderfehn.

## Geschichte

### Mittelalter
Ältester Ortsteil ist wohl das Dorf Backemoor im Norden Rhauderfehns. Die Kirche dort stammt etwa aus dem Jahr 1250. Backemoor war zu Zeiten der friesischen Freiheit wahrscheinlich der Versammlungsort der Ratsleute aus dem gesamten Overledingerland.

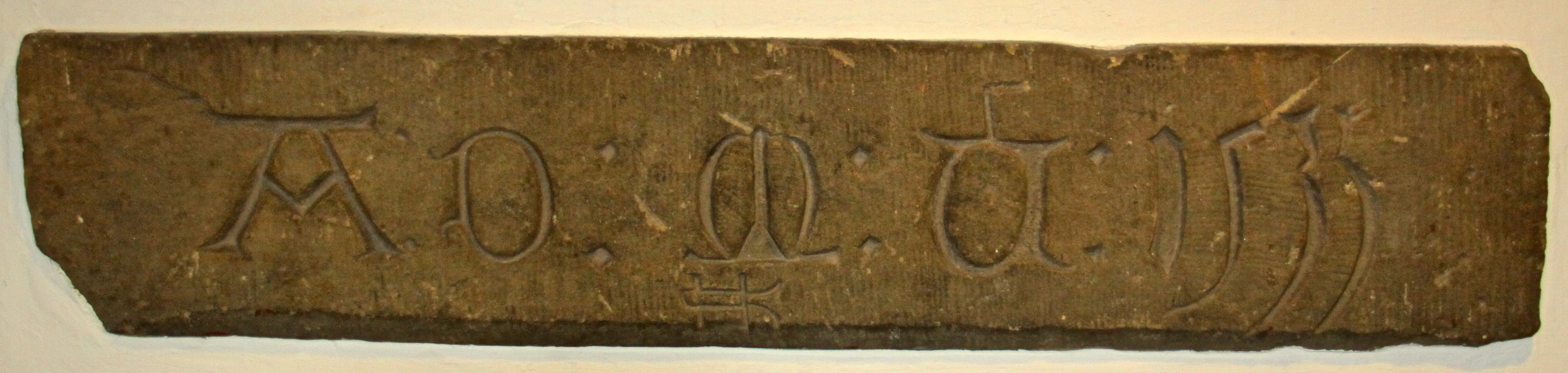
Der Torstein der ehemaligen Johanniterkommende befindet sich heute im Fehn- und Schiffahrtsmuseum Rhauderfehn.

Im 13. Jahrhundert gründeten Johanniter aus Burgsteinfurt die Kommende Langholt als Doppelkommende in dem bis dahin völlig unerschlossenen Gebiet. Die Kommende wurde am Flusslauf Langholter Tief errichtet, das sowohl im Westen wie auch im Osten von weiträumigem Hochmoor umgeben war. Am 8. September 1319 wurde die Kommende Langholt in einem Vergleich zwischen dem Johanniter-Hospital Burgsteinfurt und den friesischen Komtureien erstmals urkundlich erwähnt.
Zur Kommende gehörte zudem ein Vorwerk in Burlage, das zunächst als eigenständige Kommende Burlage (ebenfalls 1319 genannt) gegründet worden, später jedoch Langholt zugeschlagen worden war. Zum weiteren Besitz der Kommende zählten etwa 6000 Hektar Land im heutigen Ortsteil Klostermoor.
Holte war im Mittelalter durch seine Vieh- und Krammärkte ein wirtschaftliches Zentrum des südlichen Overledingerlandes. Auf dem Bietzebarg (Bietzeberg) im Holter Hammrich ist für das Jahr 1409 die Volnesborch erwähnt. Über einen Häuptling auf dieser Burg wird in diesem Zusammenhang jedoch nicht berichtet. Wie das gesamte Overledingerland geriet der besiedelte Norden der heutigen Gemeinde im Zuge der ostfriesischen Häuptlingsfehden unter den Einfluss des Neermoorer und später Leeraner Häuptlings Focko Ukena, ehe dieser dem Freiheitsbund der Sieben Ostfrieslande unter der Führung der Häuptlingsfamilie Cirksena aus Greetsiel unterlag. Die Cirksenas setzten in den folgenden Jahrzehnten ihren Machtanspruch durch und wurden 1464 mit der Grafschaft Ostfriesland belehnt.

### Unter den Cirksena (1464–1744)
Nachdem Kaufleute aus Emden bereits während des Dreißigjährigen Krieges die ersten Fehnsiedlungen Ostfrieslands angelegt hatten, darunter Großefehn (1633) als erste, geriet auch das Hochmoor südlich von Rhaude in deren Blickfeld. Die Emder Bürger Harm van den Berge und Röttger Franzisci erwarben 1649 von der Landesherrschaft eine Konzession zur Anlage einer Fehnkolonie im Bereich der Rhauder Schanze. Das Vorhaben geriet jedoch ins Stocken und wurde von den Kaufleuten schließlich aufgegeben. Die Vorarbeiten in Form eines Entwässerungskanals dienten auch später nicht bei der Anlegung der Fehnkolonie.
Nach der Reformation wurden alle Klöster und Kommenden in Ostfriesland nach und nach aufgelöst, auch die Kommende Langholt vom Grafenhaus wurde enteignet. 1528 gelangte so auch Langholt in den Besitz des Grafen Enno II. Dieses Vorgehen führte später zu mehreren Prozessen vor dem Reichskammergericht. Am 3. September 1574 kam es vor dem Reichskammergericht zu einem Vergleich zwischen den ostfriesischen Grafen und den Johannitern. Die damals regierende Gräfin von Ostfriesland, Anna, musste Langholt „mit allen Vorwerken, Gülten, Renten und andern Zubehörungen“ zurückgeben. Diese wurden anschließend vom Orden, vertreten durch die Johanniterkomturei in Burgsteinfurt, an Erbpächter vergeben.

### Fehngründung unter preußischer Herrschaft

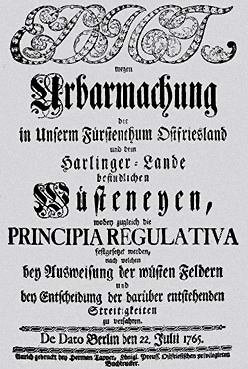
Urbarmachungsedikt von 1765

Nachdem der letzte Graf von Ostfriesland, Carl Edzard, bereits im frühen Lebensalter kinderlos verstorben war, fiel Ostfriesland im Jahr 1744 durch eine seit dem Ende des 17. Jahrhunderts bestehende Exspektanz an Preußen. Die Ämterstruktur aus Cirksena’scher Zeit wurde übernommen, das heutige Gemeindegebiet gehörte zum Amt Stickhausen, das in etwa das östliche Drittel des heutigen Landkreises Leer umfasste.
Backemoor und Holte waren in jener Zeit die wichtigsten Standorte von Handwerkern und Händler im heutigen Gemeindegebiet und – mit allerdings deutlichem Abstand – der zweit- und drittgrößte Handelsort nach Detern, dem nahe dem Amtssitz gelegenen Ort. In Backemoor wurden 1756 von den preußischen Beamten fünf Schneider, vier Zimmerleute, drei Tischler, je zwei Bäcker, Kaufleute, Maurer, Radmacher, Schmiede und Schuster sowie je ein Böttcher und Leineweber registriert, zusammen also 26 Kaufleute und Handwerker. In Holte waren es im selben Jahr fünf Leineweber, vier Zimmerleute, je drei Schneider und Bäcker, je zwei Kaufleute, Maurer und Schmiede sowie ein Schuster, in summe 22 Kaufleute und Handwerker. Zum Vergleich: In Detern waren es 53. Demgegenüber spielten die Geestdörfer CollinghorstRhaude und Schatteburg mit acht, neun und zwei Kaufleuten und Handwerkern nur eine untergeordnete Rolle.
Der Hauptort und Namensgeber der Gemeinde, Westrhauderfehn, wurde 1769 von einigen Geschäftsleuten als Fehnsiedlung „gegründet“. Dies waren der Kaufmann Hinrich Thomas Stuart aus Leer, der Buchhalter Johann Heinrich Heydecke aus Leer, Oberamtmann Rudolph Heinrich Carl von Glan aus Stickhausen, der Steuereintreiber Alrich Weyers Ibelings aus Breinermoor und der Bauer Wille Janssen aus Holte. Sie hatten für ihre Rhauder-Fehn-Compagnie vom preußischen Staat eine Fläche von 1500 Diemat als „Obererbpächter“ in Erbpacht übernommen und verpachteten diese Flächen anschließend an die Neusiedler als „Untererbpächtern“ weiter. Damals wurde der Torf abgegraben und so gleichzeitig das unfruchtbare Land kultiviert und der Torf als Brennmaterial in die ostfriesischen Städte, aber auch nach Hamburg und Altona verkauft. Die abgetorften Flächen konnten anschließend landwirtschaftlich genutzt werden.

„Es werden nehmlich zum Behuf des anzulegenden Fehns dem Stuart et Consorten von denen Morasten im Oberledingerland 1000 Diemath und Leerer Amtes 500 Diemath zu ewigen Zeiten in Erbpacht verliehen dergestalt und also, daß sie auf demselben Torf graben, solchen zu ihrem Besten verkaufen, ferner das ausgegrabende Land cultivieren, solches mit Häusern besetzen und an andere vererbpachten können. Auf diesen 1500 Diemath kann Stuart et Comp. nach Gefallen Buchweitzen bauen und anderen solches verstatten, wofür sie eine jährliche Rekognition von 20 Reichsthalern in Friedrichsdor zu ewigen Tagen, es werde in der Folge darauf gebuchweitzet oder nicht, an die Königliche Kasse erlegen.“

Durch die von Friedrich forcierte Moorkolonisierung wuchs die Einwohnerzahl des Amtes Stickhausen während dieser Periode sehr deutlich, von rund 5.100 auf zirka 9.300 Personen. 1806 war das Amt das nach Einwohnerzahl drittgrößte Ostfrieslands hinter den Ämtern Aurich und Leer.
In der Zeit der Napoleonischen Besetzung kam die weitere Entwicklung der Fehnsiedlung wegen der Kontinentalsperre zum Erliegen, und die Bevölkerungsentwicklung stagnierte. Erst im weiteren Verlauf des 19. Jahrhunderts blühten Handel und Schifffahrt auf und immer mehr Bewohner der Fehnsiedlung lebten von der Schifffahrt, da sich zeigte, dass die kultivierten Siedlerstellen für die hauptberufliche Landwirtschaft zu klein waren. So fuhren die meisten männlichen Bewohner des Ortes als Kapitäne und Reeder auf eigenen hölzernen Segelschiffen zur See.

### Unter wechselnden Herrschaften
Das Gemeindegebiet kam mit ganz Ostfriesland nach der Doppelschlacht von Jena und Auerstedt 1806 an das Königreich Holland. 1807 wurde die Kommende Langholt auf Anordnung von Ludwig Napoleon, dem König von Holland, dem Ostfriesland zu dieser Zeit unterstand, eingezogen und so zur Staatsdomäne.
1810 kam Ostfriesland an das Kaiserreich Frankreich. Nach den Befreiungskriegen wurde Ostfriesland für kurze Zeit wieder preußisch. Allerdings hatten sich die am Wiener Kongress beteiligten Staaten auf Gebietstausche geeinigt, von denen auch Ostfriesland betroffen war: Es kam zum Königreich Hannover und blieb es bis zur Auflösung desselben nach dem Deutschen Einigungskrieg.
Während in Ostfriesland in den 1840er Jahren mit dem Bau von steinernen Chausseen zwischen den Städten begonnen wurde, erhielt das Rhauderfehntjer Gebiet erst in den Jahren 1862/1863 eine erste feste Straßenverbindung, nämlich zwischen den Ortszentren von West- und Ostrhauderfehn. Dies wird jedoch verständlich, wenn man bedenkt, dass die Kanäle in der Vergangenheit die wichtigsten Verkehrsverbindungen der Fehnsiedlung darstellten. Torf und Waren aller Art wurden mit Mutten oder Tjalken über den Hauptfehnkanal von oder nach Rhauderfehn transportiert. Die recht kurze Straßenverbindung über das Fehntjer Meer nach Ostrhauderfehn wurde in den Folgejahren zu einer geklinkerten Straße ausgebaut.

### Vom Kaiserreich zum Nationalsozialismus
1910 beschloss der Leeraner Kreisausschuss den Bau einer Kleinbahn von Westrhauderfehn nach Ihrhove, wo ein Anschluss an die normalspurige Emslandstrecke bestand. Am 3. November 1912 wurde die Kleinbahn in Betrieb genommen, an der der preußische Staat, die Provinz Hannover und der Landkreis Leer beteiligt waren.
Die NSDAP fasste im Landkreis Leer erst spät Fuß – im Gegensatz zu den ostfriesischen Nachbarlandkreisen Wittmund und Weener (bis 1932 noch selbstständig) sowie zu Teilen des Landkreises Aurich. In der Fehnkolonie Westrhauderfehn waren während der Weimarer Republik die Sozialdemokraten stark vertreten, „sicherlich eine Folge der besonderen Berufs- und Sozialstrukturen, die in den Fehngemeinden bestanden. Dort lebten außerordentlich viele Seeleute, Werftarbeiter und kleine Kolonistenfamilien.“ Bei den Reichstagswahlen im September 1930 allerdings legte die NSDAP auch im Landkreis Leer stark zu, wovon auch das heutige Gemeindegebiet betroffen war. Wie im Wittmunder und Auricher Raum waren es vor allem die Geestdörfer, in denen die Nationalsozialisten herausragende Ergebnisse verbuchten. So erzielten sie in Collinghorst 43,6 Prozent, in Backemoor 47,8 Prozent und in Rhaude gar 62 Prozent der abgegebenen Stimmen. Auch auf lokaler Ebene spielten Nationalsozialisten aus dem heutigen Gemeindegebiet eine Rolle. Bei den Kreistagswahlen im März 1933 errangen die Nationalsozialisten 15 Sitze (von 29). Von diesen 15 Abgeordneten kamen allein drei aus dem heutigen Gemeindegebiet: ein Arzt aus Westrhauderfehn sowie je ein Landwirt aus Rhaude und Backemoor. Mit dieser Zusammensetzung spiegelten sie die berufliche Zusammensetzung der NS-Kreistagsmitglieder insgesamt wider: Von den 15 Abgeordneten waren zehn Landwirte. Die Sozialdemokraten verloren selbst im Ortsteil Westrhauderfehn ihre starke Stellung und blieben mit 10,2 Prozent weit hinter der NSDAP (41,5 Prozent) zurück. Die KPD kam auf 6,4 Prozent. In einzelnen Ortschaften erreichten die Nationalsozialisten Ergebnisse von mehr als 60, 70 oder 80 Prozent, nirgendwo allerdings ein Ergebnis wie im Ortsteil Schatteburg, wo von 64 Wählern 64 für die NSDAP stimmten.
Nach der Errichtung der Emslandlager, besonders Börgermoor und Esterwegen im Sommer 1933, kam es zu Übergriffen der dort eingesetzten SS-Totenkopfverbände auch auf die Bevölkerung im südlichen Ostfriesland, wobei nicht einmal Nationalsozialisten von Attacken ausgespart blieben. Neben Übergriffen in den nahe gelegenen Städten Papenburg, Leer und Weener waren auch Dörfer der heutigen Gemeinde davon betroffen. So kam es 1935 in Burlage zu einem Zusammenstoß zwischen SS-Wachleuten und örtlichen NSDAP-Mitgliedern sowie anderen Teilnehmern einer Saalkundgebung.

„Die spätere Beschwerde aus Burlage bei der Lagerführung führte zu einer bezeichnenden Reaktion: Aus Esterwegen rückte mit PKW und Lastwagen ein Trupp mit SS-Leuten an, der die Teilnehmer der Kundgebung angriff und dabei mehrere Männer, darunter einen Lehrer – selbst Nationalsozialist – aus Westrhauderfehn übel mißhandelte, mitnahm und der Gestapo überstellte, die den Lehrer wochenlang festhielt und ihn gar nach Berlin in das berüchtigte Columbia-Haus der SS schaffte.“

### Nachkriegszeit
Nach dem Krieg wurden in der Gemeinde Rhauderfehn Vertriebene aus den Ostgebieten des Deutschen Reiches aufgenommen, wodurch die Einwohnerzahl erstmals über 10.000 kletterte. Die Verteilung auf die einzelnen Ortsteile war dabei durchaus unterschiedlich: Während im noch nicht voll erschlossenen Klostermoor der Flüchtlingsanteil bei rund zehn Prozent lag, betrug er in Backemoor und Rhaude fast ein Viertel. Einige Fehnkanäle wurden im Laufe der Zeit auch wieder zugeschüttet, z. B. 1949 die Rhauderwieke.
In der unmittelbaren Nachkriegszeit war der Landkreis Leer unter den drei ostfriesischen Landkreisen am stärksten mit Ostflüchtlingen belegt, weil er – im Gegensatz zu den Landkreisen Aurich und Wittmund – nicht als Internierungsgebiet für kriegsgefangene deutsche Soldaten diente. Allerdings nahm der Landkreis Leer in der Folgezeit unter allen niedersächsischen Kreisen die meisten Personen auf, die schon in den Ostgebieten arbeits- oder berufslos waren. Auch der Anteil der über 65-Jährigen lag höher als im Durchschnitt Niedersachsens. Hingegen verzeichnete der Landkreis Leer unter allen niedersächsischen Landkreisen den geringsten Anteil an männlichen Ostflüchtlingen im Alter von 20 bis 45 Jahren.

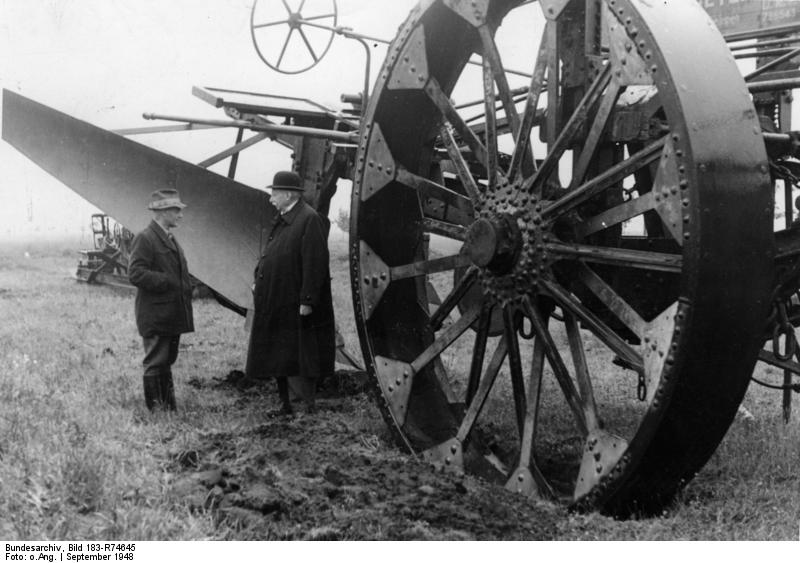
Mammutpflug bei der Vorstellung (1948)

Die Geschichte der Moorkolonisierung in der Gemeinde fand mit der Aufnahme des Ortsteils Klostermoor in den Emslandplan (1951) seinen Abschluss. Rhauderfehn ist damit die einzige Gemeinde des Landkreises Leer, die Anteil an diesem Plan hatte. Nach der maschinellen Kultivierung des Hochmoors mithilfe gigantischer Pflüge wurden zahlreiche Vollbauernstellen geschaffen. Ab den 1960er Jahren kam eine Wohnsiedlung mit Schule und Kindergarten hinzu. Die Einwohnerzahl wuchs entsprechend schnell: Lebten vor dem Krieg gerade einmal 520 Einwohner in Klostermoor, hatte sich die Zahl bis 1970 auf 1162 mehr als verdoppelt. Bei Abtorfungsarbeiten im Klostermoor wurde 1953 der Torfhund von Burlage entdeckt.
Der Personenverkehr der Kleinbahn nach Ihrhove wurde 1961 eingestellt, zwölf Jahre später auch der Güterverkehr.
Die Arbeitslosenquote im gesamten Landkreis Leer war in den frühen 1950er Jahren außerordentlich hoch und lag bei teils über 20 Prozent. Aus diesem Grund wanderten nicht nur viele der kurz zuvor aus den Ostgebieten zugewanderten Menschen, sondern auch Einheimische ab. Die hohe strukturelle Arbeitslosigkeit lässt sich teilweise mit der Mechanisierung in der Landwirtschaft erklären, die den Einsatz von Landarbeitern überflüssig machte. 1961 wurde schließlich in Rhauderfehn ein größerer Industriebetrieb angesiedelt: Der Reißverschluss-Hersteller Opti konnte seinen Arbeitskräfte-Bedarf in den Werken Duderstadt und Essen nicht mehr decken und errichtete ein Zweigwerk in Rhauderfehn, das zeitweise bis zu 1000 Personen beschäftigte und somit größter Industriebetrieb Rhauderfehns wurde.
Im Rahmen der Niedersächsischen Verwaltungsreform schlossen sich am 1. Januar 1973 die Gemeinden Backemoor, Burlage, Collinghorst, Holte, Klostermoor, Rhaude, Rhaudermoor, Schatteburg und Westrhauderfehn zur neuen Gemeinde Rhauderfehn zusammen. Gebietsteile der aufgelösten Gemeinde Langholt mit damals etwa 400 Einwohnern kamen hinzu.
Im Zuge des von der Niedersächsischen Landesregierung aufgelegten Fehnprogramms wurden in den 1980er Jahren eine neue Schleuse und ein Liegebecken für historische Plattbodenschiffe gebaut. Finanziert wurden außerdem der Bau einer Straßenklappbrücke sowie von sieben Fuß- und Zugbrücken, die nach alten Vorbildern angelegt wurden. Auf diese Weise wurde der Fehncharakter erhalten oder wiederhergestellt, ohne die Erfordernisse des modernen Straßenverkehrs hintanzustellen. Außerdem wurde die Schiffbarkeit der Fehnkanäle verbessert.

### Einwohnerentwicklung
Eine systematische Erfassung der Einwohnerzahlen durch die Obrigkeit fand in Ostfriesland seit dem Beginn der preußischen Zeit (1744) statt. Allerdings sind aus jener Zeit selten offizielle Zahlen für einzelne Dörfer übermittelt, so dass die Heimatforschung sich oftmals auf kirchliche Quellen stützt.
Die Einwohnerzahl der heutigen Gemeinde Rhauderfehn ist seit dem frühen 19. Jahrhundert recht kontinuierlich gewachsen, auch während der Auswanderungswelle in die USA im 19. Jahrhundert, die weite Teile Ostfrieslands erfasste. Zwischen 1821 und 1925 hat sich die Einwohnerzahl ziemlich genau verdreifacht. Nach dem Zweiten Weltkrieg überschritt die Einwohnerzahl erstmals die 10.000er-Grenze, bedingt durch die Aufnahme von Vertriebenen aus den Ostgebieten des Deutschen Reiches. Wegen mangelnder Beschäftigungsmöglichkeiten nahm die Zahl in den 1950er Jahren wieder ein wenig ab, um dann erneut anzusteigen. Bei Bildung der Großgemeinde im Zuge der niedersächsischen Kommunalreform 1973 hatte Rhauderfehn rund 13.000 Einwohner. Nach 1990 wuchs die Zahl der Einwohner um mehr als 3000, vor allem durch Zuwanderung aus den neuen Bundesländern und Spätaussiedler, aber auch durch Menschen, die sich in der Gemeinde ihren Altersruhesitz suchten sowie andere Neubürger. Im Jahr 2006 wurde mit 17.305 Einwohnern der Höchststand erreicht, seither liegt die Einwohnerzahl bei knapp 17.300.
| Jahr | Einwohner |
| ---- | --------- |
| 1821 | 2918      |
| 1848 | 5507      |
| 1871 | 6751      |
| 1885 | 7077      |
| 1905 | 7491      |

| Jahr | Einwohner |
| ---- | --------- |
| 1925 | 8867      |
| 1933 | 9756      |
| 1939 | 9789      |
| 1946 | 11.744    |
| 1950 | 12.236    |

| Jahr | Einwohner |
| ---- | --------- |
| 1956 | 11.433    |
| 1961 | 11.515    |
| 1970 | 13.303    |
| 1975 | 13.169    |
| 1980 | 13.420    |

| Jahr | Einwohner |
| ---- | --------- |
| 1985 | 14.138    |
| 1990 | 14.366    |
| 1995 | 15.246    |
| 2000 | 16.440    |
| 2005 | 17.281    |

| Jahr | Einwohner |
| ---- | --------- |
| 2010 | 17.293    |
| 2015 | 17.815    |

Von den knapp 17.300 Einwohnern der Gemeinde (Stand: 2010) waren 51 Prozent weiblich und 49 Prozent männlich. 49 Prozent der Rhauderfehntjer waren verheiratet, 38 Prozent ledig, sieben Prozent verwitwet und sechs Prozent geschieden. Der Ausländeranteil betrug drei Prozent, was noch unter dem Durchschnitt des Landkreises Leer liegt, der seinerseits im deutschlandweiten Vergleich eine unterdurchschnittliche Ausländerquote aufweist. Die Einwohner lebten in 6611 Haushalten.
16 Prozent der Rhauderfehntjer (2880 Personen) sind jünger als 16 Jahre, 17,3 Prozent (3083) zwischen 16 und 30 Jahren alt. Die Gruppe der 31- bis 65-Jährigen stellt 47,8 Prozent der Einwohner (8499). 15,2 Prozent der Fehntjer (2714) gehören der Alterskohorte der 66- bis 80-Jährigen an. Vier Prozent (713) sind Hochbetagte über 80 Jahren (Stand: Jan. 2011).

### Entwicklung des Ortsnamens
Der Grundbestandteil des Namens Rhauderfehn geht auf das alte Geestdorf Rhaude zurück. Rhaude wurde möglicherweise bereits in den Werdener Urbaren als Renuuidu erstmals urkundlich erwähnt. In den Urbaren sind viele der ältesten ostfriesischen Ortsnamen verzeichnet. Ein Nachweis, ob Renuuidu mit Rhaude übereinstimmt, steht allerdings noch aus. Entstanden ist der Ortsname aus dem altfriesischen Rath-widu oder Roth-widu, was mit Rodungswald übersetzt wird und auf die im Mittelalter noch weitläufigen Wälder auf der Geest hinweist.
Die Endung -fehn verweist darauf, dass es sich bei Rhauderfehn um eine Moorsiedlung handelt. In niederdeutschen Urkunden aus dem 15. Jahrhundert bedeutet das Wort Fehn (oder Veen, wie im Niederländischen) zunächst einmal nur „Siedlung im Moor“. Erst nach Anlegung von Großefehn (1633) bekam das Wort in Ostfriesland eine weitere, konkretere Bedeutung als terminus technicus für eine Moorsiedlung, die entlang eines eigens dazu ausgegrabenen Kanals, eines Fehnkanals, angelegt wurde. Gleichwohl gab es auch in der Folgezeit Moorsiedlungen, die nicht entlang eines Fehnkanals angelegt wurden und trotzdem die Namensendung -fehn tragen. Im Allgemeinen wird unter einem Fehn in der heutigen Wissenschaft dennoch eine Moorkolonie entlang eines Kanals verstanden. Zur genaueren Unterscheidung wird in der Literatur aber zuweilen auch zwischen „echten“ (mit Fehnkanal) und „unechten“ Fehnen (ohne Kanal) unterschieden. Im vorliegenden Fall handelt es sich um eine „echte“ Fehnsiedlung.
Der Name Rhauder Wester-Fehn für den westlichen Teil des Rhauderfehns und entsprechend der Name Rhauder Oster-Fehn wurden 1824 vom ostfriesischen Historiker Fridrich Arends in der Erdbeschreibung des Fürstenthums Ostfriesland und des Harlingerlandes schriftlich festgehalten. 1871 wird Westrhauderfehn in der heutigen Schreibweise verwendet. Im lokalen Plattdeutsch ist vereinfachend vom Westerfehn für Westrhauderfehn die Rede.

## Politik
Im Gegensatz zum restlichen Ostfriesland war die CDU im Landkreis Leer nach dem Zweiten Weltkrieg bereits sehr frühzeitig organisiert und erzielte dort die besten Ergebnisse innerhalb der Region. Bei der Bundestagswahl 1949 erzielte sie die Mehrheit in allen Ortschaften außer Rhaudermoor und Backemoor, wo sich die SPD durchsetzte. Bereits bei der Bundestagswahl 1953 allerdings war das Gemeindegebiet fest in der Hand der CDU, die mit Ausnahme Backemoors überall die absolute Mehrheit erzielte, in Backemoor die relative. Bei der Bundestagswahl 1969 gewannen die Christdemokraten schließlich in allen Ortsteilen die absolute Mehrheit. Erst die „Willy-Brandt-Wahl“ 1972, die der SPD in Ostfriesland ein Rekordergebnis und das Eindringen in manche vorherige CDU-Bastion erbrachte, beendete die Dominanz der CDU, die in den südlichen Ortsteilen Klostermoor und Burlage sowie in den alten Geestdörfern Schatteburg, Holte und Rhaude zwar die absolute Mehrheit behielt, in den einwohnerstarken Ortsteilen Westrhauderfehn und Rhaudermoor sowie in Collinghorst und wiederum Backemoor den Sozialdemokraten den Vortritt lassen mussten. Die genannten fünf CDU-Hochburgen blieben solche auch in der folgenden Zeit.

### Gemeinderat
Der Gemeinderat der Gemeinde Rhauderfehn besteht aus 32 Ratsfrauen und Ratsherren. Dies ist die festgelegte Anzahl für eine Gemeinde mit einer Einwohnerzahl zwischen 15.001 und 20.000. Der Gemeinderat wird durch eine Kommunalwahl für jeweils fünf Jahre gewählt. Die aktuelle Amtszeit begann am 1. November 2021 und endet am 31. Oktober 2026.
Stimmberechtigt im Gemeinderat ist außerdem der hauptamtliche Bürgermeister Geert Müller (parteilos).
Seit der niedersächsischen Kommunalwahl vom 12. September 2021 sind vier Parteien, vier Wählergruppen und ein Einzelbewerber im Gemeinderat vertreten. Es ergab sich folgende Sitzverteilung im Gemeinderat:
| Partei                       | Prozent | Sitze | Veränderungen |
| ---------------------------- | ------- | ----- | ------------- |
| SPD                          | 34,8    | 12    | −2            |
| CDU                          | 24,0    | 8     | 0             |
| MOIN                         | 12,4    | 4     | 0             |
| Bündnis 90/Die Grünen        | 8,5     | 3     | +1            |
| Unser Rhauderfehn            | 7,5     | 1     | +1            |
| FDP                          | 4,7     | 1     | 0             |
| wi mitnanners                | 3,4     | 1     | +1            |
| Bürger für Rhauderfehn (BfR) | 1,9     | 1     | +1            |
| Nehuis                       | 1,6     | 1     | 0             |

Die Wahlbeteiligung bei der Kommunalwahl 2021 lag mit 52,2 % unter dem niedersächsischen Durchschnitt von 57,1 %.

### Bürgermeister
Hauptamtlicher Bürgermeister der Gemeinde Rhauderfehn ist seit der Wahl am 11. September 2011 der als parteiloser Kandidat angetretene Geert Müller. Bei der Bürgermeisterwahl am 26. Mai 2019 wurde er mit 77,8 % wiedergewählt. Sein Gegenkandidat Ingo Heynen von MOIN erhielt 22,2 %.

### Vertreter im Land- und Bundestag
Rhauderfehn gehört zum Wahlkreis Leer. Er umfasst die Stadt Leer, die Gemeinden Ostrhauderfehn, Rhauderfehn, Uplengen und die Samtgemeinden Hesel und Jümme. Bei der letzten Landtagswahl in Niedersachsen vom 9. Oktober 2022 gewann Ulf Thiele (CDU) das Direktmandat mit 35,7 % der Stimmen. Er ist damit zum fünften Mal in Folge direkt gewählt worden.
Die Gemeinde Rhauderfehn gehört zum Bundestagswahlkreis Unterems (Wahlkreis 25), der aus dem Landkreis Leer und dem nördlichen Teil des Landkreises Emsland besteht. Der Wahlkreis wurde zur Bundestagswahl 1980 neu zugeschnitten und ist seitdem unverändert. Bislang setzten sich in diesem Wahlkreis ausschließlich CDU-Kandidaten durch. Bei der Bundestagswahl 2025 wurde die CDU-Abgeordnete Gitta Connemann aus Leer erneut direkt gewählt. Über Listenplätze der Parteien zogen Anja Troff-Schaffarzyk (SPD) und Martina Uhr (AfD) aus dem Wahlkreis in den Bundestag ein.

### Wappen
| Wappen von Rhauderfehn | Blasonierung: „In Blau ein goldener (gelber) Anker, der oben mit einem Knauf versehen und beiderseits geflügelt ist; um den Stock winden sich zwei goldene (gelbe) Schlangen.“ |
| Wappen von Rhauderfehn | Wappenbegründung: Das von Otto Korn für die Gemeinde Westrhauderfehn entworfene Wappen wurde am 20. Juni 1955 vom niedersächsischen Innenminister verliehen. Das Wappen zeigt eine originelle Verbindung des Anker- und Merkurstabsymbols, also Schifffahrt und Handel, beide zu einer Einheit verschmolzen. Das Wappen wurde 1954 auf Grundlage des ehemaligen Wappens der Rhauder-Fehn-Compagnie entworfen. |

### Flagge
|  | 00Hissflagge: „Die Flagge ist gelb-blau geteilt mit dem aufgelegten Wappen in der Mitte.“ |

### Partnerschaften
Die Gemeinde Rhauderfehn ist eine Partnerschaft mit der rund 2600 Einwohner zählenden Stadt Alsleben (Saale) im Salzlandkreis (Sachsen-Anhalt) eingegangen. Die Partnerschaftsurkunde wurde am 25. August 1990 unterzeichnet. Rhauderfehntjer Vereine können für Fahrten in die Partnerstadt unter bestimmten Voraussetzungen Zuschüsse bekommen. Auch die Stadt Alsleben gewährt ihren Einwohnern entsprechende Zuschüsse. Mehrere Gruppen haben diese Förderung bereits genutzt.

## Religion

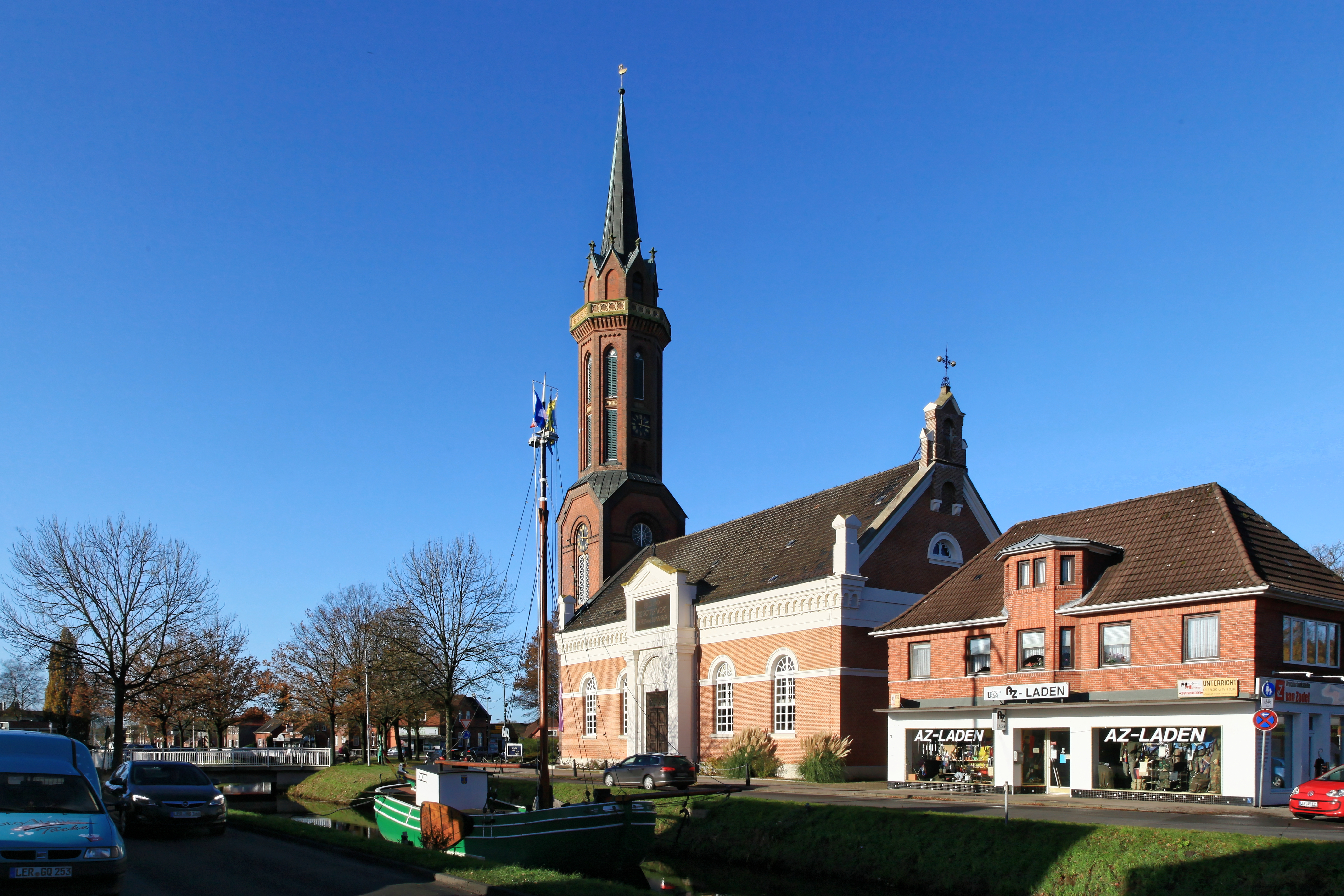
Ev.-luth. Hoffnungskirche und Fehnkanal in Westrhauderfehn

Ostfriesland ist traditionell stark protestantisch geprägt. Während sich aber im Westen des Overledingerlandes (also der Gemeinde Westoverledingen) noch zahlreiche reformierte Gemeinden finden, ist Rhauderfehn bereits nahezu vollkommen lutherisch. 53 Prozent der Bevölkerung gehören der lutherischen Kirche an, vier Prozent der reformierten. Durch die Ansiedlung von katholischen Siedlern aus dem benachbarten Hümmling im Emsland sowie den Zuzug von Vertriebenen aus dem deutschen Ostgebieten nach dem Zweiten Weltkrieg haben Katholiken einen Anteil an der Gesamtbevölkerung von 22 Prozent, ein Wert, der anderenorts in Ostfriesland kaum erreicht wird. Die restlichen 20 Prozent der Einwohner sind konfessionslos oder gehören anderen Glaubensgemeinschaften an.
Rhauderfehn ist der Dienstsitz des Superintendenten und Kirchenkreiskantors des evangelisch-lutherischen Kirchenkreises Rhauderfehn. Zum Kirchenkreis Rhauderfehn gehören die evangelisch-lutherischen Kirchengemeinden Amdorf/Neuburg, Backemoor/Breinermoor, Collinghorst, Detern, Filsum, Flachsmeer, Hollen, Langholt, Ostrhauderfehn/Holterfehn, Ockenhausen, Potshausen, Remels, Rhaude, Steenfelde, Völlen, Völlenerkönigsfehn und Westrhauderfehn, also das Gebiet des Overledingerlandes sowie der (Samt-)Gemeinden Hesel, Jümme und Uplengen. In der Gemeinde Rhauderfehn sind davon zu finden: die Hoffnungskirchengemeinde Westrhauderfehn als deren größte, die Dreifaltigkeitsgemeinde Collinghorst, die St. Laurentius- und St. Vincenzgemeinde Backemoor und die Kirchengemeinde Rhaude. Die Kirche der Trinitatisgemeinde Langholt steht im Ostrhauderfehntjer Teil Langholts. Die Johanniskapelle Alt-Burlage wird von Langholt aus betreut. Die katholische Gemeinde ist die St. Bonifatius-Gemeinde Westrhauderfehn. Außerdem gibt es in Rhauderfehn eine Neuapostolische Kirchengemeinde.

## Kultur und Sehenswürdigkeiten

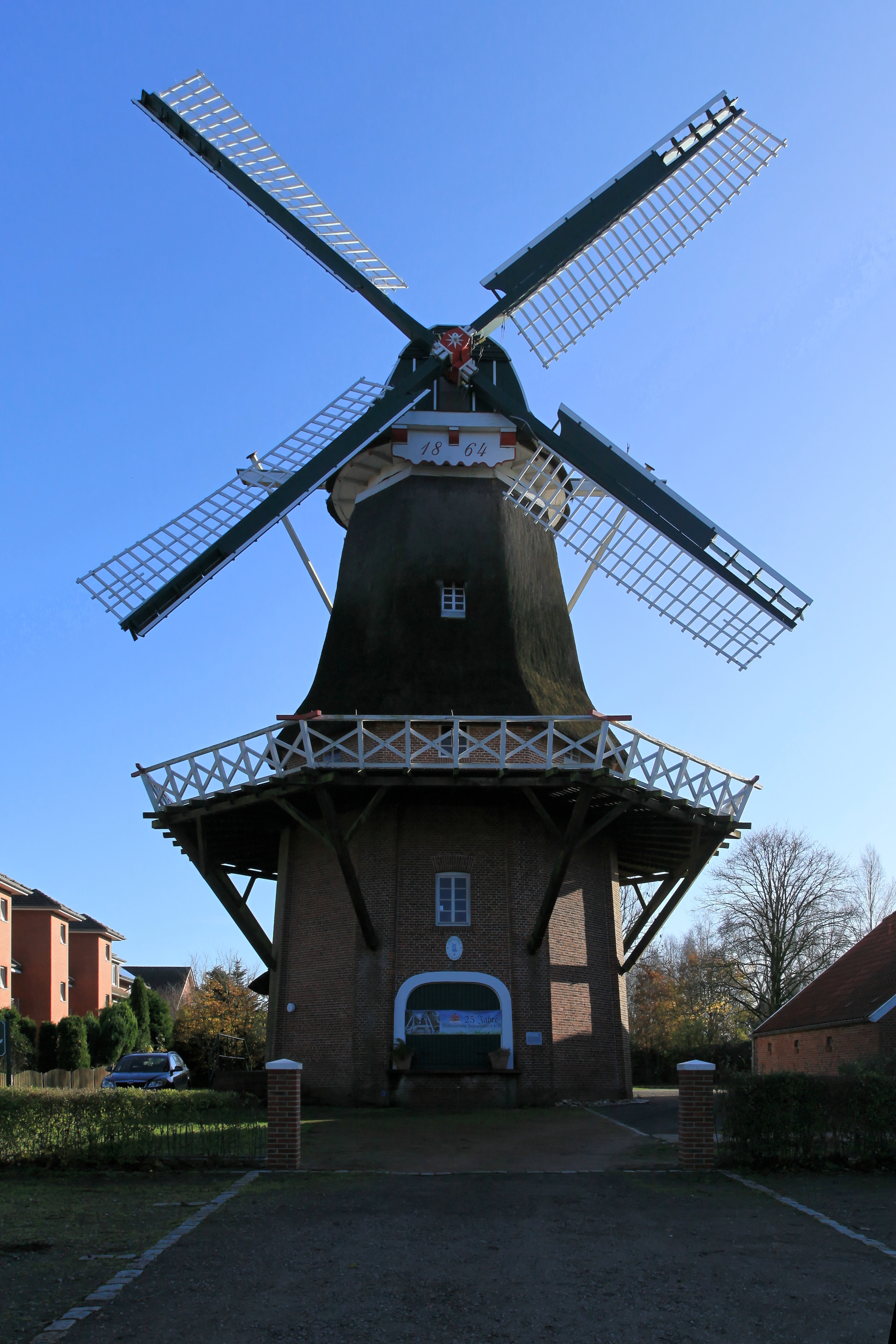
Windmühle Hahnentange (Galerieholländer),

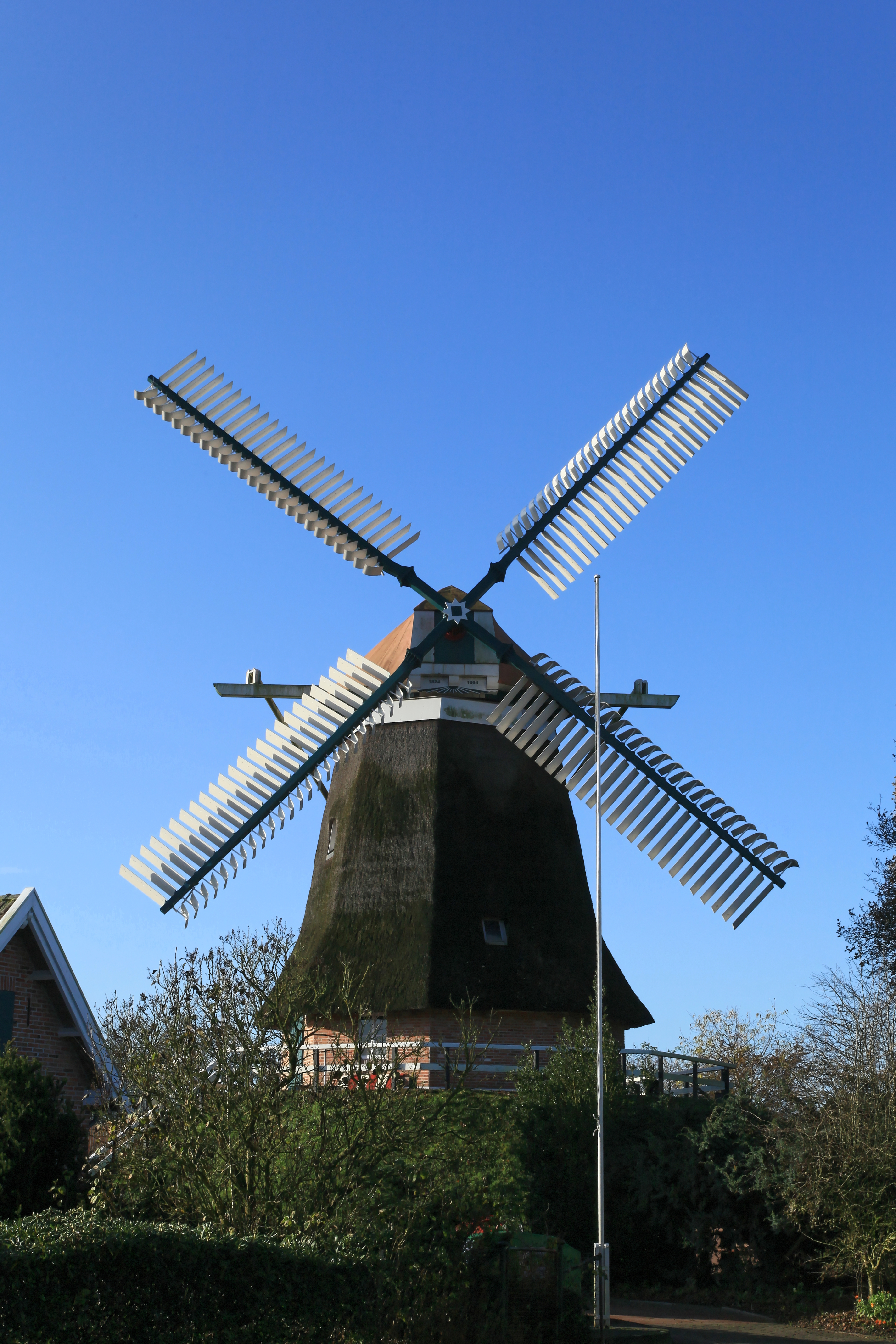
Windmühle Burlage (Erdholländer)

### Museen
In Westrhauderfehn gibt es ein Fehn- und Schiffahrtsmuseum, das sowohl die Geschichte der Fehnbesiedlung als auch der später entwickelten Schifffahrt der Fehntjer behandelt. Im Jahr 2010 verzeichnete es 5209 Besucher. Zuweilen finden dort auch Sonderausstellungen statt.

### Kirchen und Orgeln
Mehrere historische Backstein-Kirchen sind in Rhauderfehn zu finden, die drei ältesten von ihnen stammen aus dem 13./14. Jahrhundert. St. Laurentius und St. Vincenz in Backemoor wurde in der ersten Hälfte des 13. Jahrhunderts errichtet und diente als Versammlungsort der Richter aus dem ganzen Overledingerland. An die Saalkirche mit eingezogener Apsis wurde im 15. Jahrhundert der westliche Glockenturm angebaut, der als Wehrturm konzipiert ist, worauf die starken Mauern, die Schießscharten und der eingebaute Kamin hinweisen. Im Apsisbogen sind vorreformatorische Malereien zu sehen. Der Flügelaltar datiert von 1701/02. Überregional bedeutend ist die Rokoko-Orgel von Johann Friedrich Wenthin aus dem Jahr 1782, die noch weitgehend erhalten ist und über ein originales Gambenregister verfügt.
Die romano-gotische Dreifaltigkeitskirche in Collinghorst entstand um 1250 und wurde 100 Jahre später verlängert und um Turm und Chorraum ergänzt. Auch hier legen Schießscharten, die Kaminanlage und eine einklappbare Luke im Turm nahe, dass er als Wehrturm diente. Ein schmaler Gang verband Turm und Kirche und konnte mittels einer Luke, die noch heute über dem Eingangsportal erkennbar ist, verschlossen werden. Der Taufstein aus Bentheimer Sandstein stammt aus dem 13. Jahrhundert. Im Jahr 1695 wurde das Altarretabel und 1816 die Kanzel geschaffen. Johann Gottfried Rohlfs baute 1838 als sein letztes Werk die kleine Orgel, die über acht Register verfügt und bereits Kennzeichen der Frühromantik aufweist.
Die Rhauder Kirche aus der ersten Hälfte des 14. Jahrhunderts ist eine Saalkirche mit halbrunder Ostapsis und einem frei stehenden Glockenturm. Im Dreißigjährigen Krieg brachte man die Kirche zum Einsturz, damit sie den Truppen von Mansfeld nicht als Zuflucht dienen konnte. Beim anschließenden Wiederaufbau in den Jahren 1652 bis 1654 erfuhren die Fenster eine neue Gestaltung. Aus dem 15. Jahrhundert sind Wandmalereien mit Darstellungen der Zwölf Apostel erhalten. Der Flügelaltar wurde in der zweiten Hälfte des 17. Jahrhunderts gestaltet. Die Rokoko-Kanzel datiert von 1795. Hinter dem historischen Prospekt von Johann Friedrich Constabel aus dem Jahr 1756 wurde in den 1980er Jahren ein neues Werk der Gebr. Hillebrand eingebaut.
Die neoklassizistische Hoffnungskirche in Westrhauderfehn aus dem Jahr 1848 ist eine typische Moorkirche für die neu erschlossene Fehnsiedlung. Sie verfügt über den höchsten Kirchturm Ostfrieslands (53,5 Meter), der 1885/86 angebaut wurde. Die gesamte hölzerne Inneneinrichtung wie Altar, Kanzel und Gestühl stammt aus dem Erbauungsjahr der Kirche; der Taufstein wurde 1886 gestiftet. Im Jahr 1852 schuf Gerd Sieben Janssen die Orgel, die mehrere Umbauten erfuhr, so dass nur noch wenige Reste des Werks von Janssen erhalten blieben.
In zwei Abschnitten (1852/53 und 1906) wurde die katholische Kirche St. Bonifatius in Westrhauderfehn als Saalkirche mit Querschiff und Westturm errichtet. Aus dem aufgehobenen Franziskanerkloster Aschendorf sollen die Skulpturen einer Pietà (um 1480), des Heiligen Antonius (erste Hälfte des 18. Jahrhunderts) sowie der Heiligen Familie (um 1760) stammen.

### Sport
In Rhauderfehn gibt es etwa 30 Sportvereine, die ein breit gestreutes Angebot von Fußball über Wassersport bis zu Schießsport abdecken.
Zusammen mit der Schwestergemeinde Ostrhauderfehn hatte die Gemeinde Rhauderfehn ein Freibad am Langholter Meer betrieben. Das baufällige Bad wurde aber inzwischen geschlossen.

### Regelmäßige Veranstaltungen
Im Müllerhaus neben der Hahnentanger Mühle, der Galerie des Kunstkreises Rhauderfehn, werden regelmäßig Kunstausstellungen gezeigt. In der Konzertreihe „Weltklassik am Klavier“ werden Konzerte im Fehntjer Forum gegeben. In einer der historischen Kirchen der Gemeinde findet für gewöhnlich eines der Konzerte des alljährlichen Musikalischen Sommers in Ostfriesland statt.

### Natur
Im Ortsteil Burlage befindet sich der Befis NaturGarten. Der Lehr- und Schaugarten des NABU Emsland Nord e. V. ist nach dem Heimatdichter Bernhard Ficken aus Burlage benannt, auch bekannt als Befi. Im Vordergrund des Naturgartens steht der Schutz und die Förderung der Artenvielfalt. Kernprojekt des Gartens ist die auf 10.000 Quadratmetern angelegte Streuobstwiese mit alten hochstämmigen Obstbaumsorten.
Auf Gemeindegebiet befindet sich die Moorlandschaft Esterweger Dose.

## Wirtschaft
Rhauderfehn ist eine Auspendler-Gemeinde. 6767 Einwohner sind sozialversicherungspflichtig beschäftigt. In der Gemeinde selbst gibt es 3137 sozialversicherungspflichtige Arbeitsplätze. 1733 Einpendlern stehen 5365 Auspendler gegenüber. Eine Arbeitslosen-Quote für die Gemeinde selbst wird nicht berechnet. Im Geschäftsbereich Leer der Agentur für Arbeit, der den Landkreis Leer ohne Borkum umfasst, lag die Arbeitslosenquote im Oktober 2024 bei 5,7 Prozent. Sie lag damit 0,1 Prozentpunkte unter dem niedersächsischen Durchschnitt von 5,8 Prozent. In der Gemeinde gab es im Jahr 2023 im Schnitt 570 Arbeitslose. Obschon die Landwirtschaft bei der Flächennutzung eine überragende Rolle spielt, liegt der Anteil der Beschäftigten in diesem Wirtschaftssektor bei zwei Prozent. Mit 27 Prozent lag das produzierende Gewerbe im Jahr 2023 vor den Bereichen Handel, Gastgewerbe und Verkehr, die 24 % einnahmen. Auf weitere Dienstleistungen entfallen die restlichen 47 Prozent. In dieser Statistik der abhängig Beschäftigten sind jedoch die selbstständigen Landwirte nicht enthalten, so dass der Anteil der in der Landwirtschaft Erwerbstätigen noch etwas höher liegt. In der Gemeinde befinden sich zwei Gewerbegebiete: Rhaudermoor (4,9 ha) und Burlage-Osterweiterung (0,6 ha).

### Ansässige Unternehmen
In Rhauderfehn ist seit 1962 ein Werk des Reißverschluss-Herstellers Opti ansässig, das heute zur britischen Coats-Gruppe gehört. Es wurde seinerzeit in der Fehngemeinde angesiedelt, weil in den Werken in Essen und Duderstadt Arbeitskräftemangel herrschte, in Ostfriesland hingegen Arbeitskräfteüberschuss. In dem Werk waren zeitweise 1000 Menschen beschäftigt, heute noch zirka 350. Opti ist damit noch stets der größte Industriebetrieb der Gemeinde und einer der wenigen Textilindustriebetriebe Ostfrieslands. In der Nahrungsmittelindustrie ist ein Hersteller von Speiseeis zu nennen. Gegründet wurde das Unternehmen Bruno-Eis von Bruno Luchetta, der in den 1980er Jahren in Rhauderfehn ein Eiscafé eröffnete und sich später auf die Produktion von Speiseeis verlegte.
Der Energiekonzern Gaz de France fördert nahe Backemoor aus 4000 Metern Tiefe Erdgas. Von der Förderung profitieren auch Grundstücksbesitzer in der Gemeinde. Im Ortsteil Klostermoor befindet sich ein 1999 errichteter Windpark eines geschlossenen Fonds der Leeraner N.prior energy. Die Ausweisung eines weiteren Windparks bei Backemoor ist noch umstritten.
In Klostermoor liegt eine Teilfläche der Fahrzeugprüfstrecke Automotive Testing Papenburg. In Collinghorst befindet sich das Wasserwerk für das Oberledingerland.

### Tourismus
In den vergangenen Jahrzehnten hat der Tourismus an Bedeutung gewonnen. 2010 wurden in der Gemeinde 32.000 Übernachtungen gezählt, eine Steigerung um 5,6 Prozent gegenüber dem Vorjahr. Neben der Moorlandschaft nutzt die Gemeinde auch den Wasserreichtum und setzt auf das entsprechende Tourismussegment. Dazu dient auch eine im April 2010 eröffnete Paddel- und Pedalstation, an der sich Touristen wahlweise Boot oder Fahrrad ausleihen und an Stationen in anderen Gemeinden wieder abgeben können.
In der Gemeinde finden sich Hotels und Pensionen, aber auch Ferienhäuser und Ferienwohnungen. Einzelne landwirtschaftliche Betriebe bieten zudem Ferien auf dem Bauernhof an. Auch ein Wohnmobilstellplatz ist vorhanden.
Rhauderfehn liegt an der touristischen Themenstraße Deutsche Fehnroute. Ausgeschildert ist zudem die Moorerlebnisroute, die die Anrainergemeinden des Naturschutzgebietes Esterweger Dose verbindet.

### Landwirtschaft

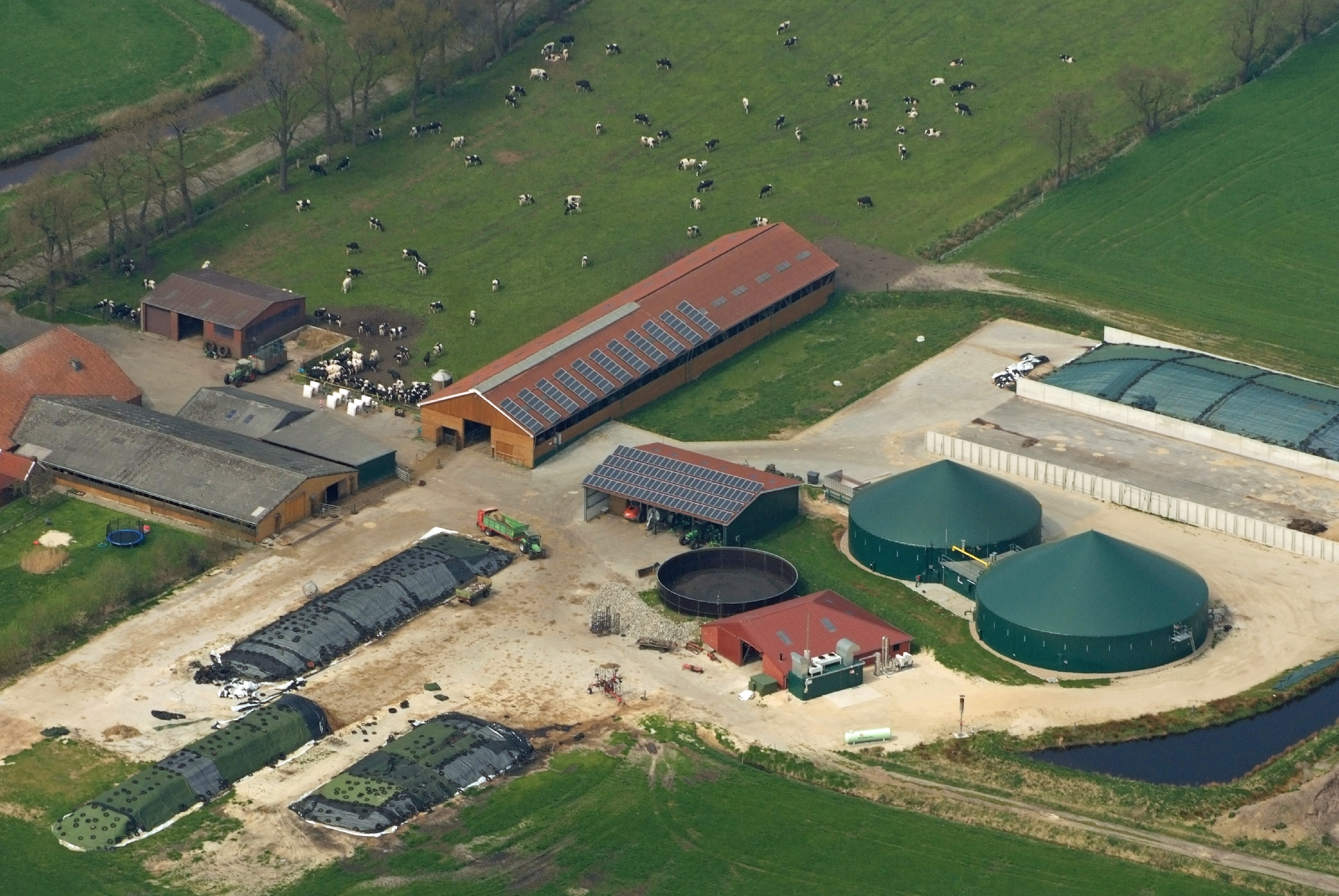
Milchbauernhof in Burlage

Aufgrund der eher kargen Moorböden in weiten Teilen wird der Milchwirtschaft meist der Vorzug vor dem Ackerbau gegeben. Der Landkreis Leer war 2021 der siebtgrößte Milcherzeuger-Landkreis in Deutschland, wozu die Gemeinde aufgrund des hohen Flächenanteils der Landwirtschaft beiträgt. Allerdings wird auch Ackerbau betrieben. Dabei kommt es teilweise zu einer Flächenkonkurrenz zwischen Milchwirtschaft und Ackerbauern, besonders jenen, die Pflanzen zur Gewinnung von Energie aus Biogas nutzen wollen. Biogasanlagen haben inzwischen die Agrarlandpreise im Landkreis Leer verteuert. Neben Landwirten im Landkreis haben sich insbesondere solche in den Nachbarregionen Emsland und Oldenburger Münsterland auf die Herstellung von Biogas spezialisiert und benötigen in zunehmendem Maße für den Anbau auch Flächen im Landkreis Leer.
Einzelne Landwirte haben sich auf den ökologisch orientierten Anbau konzentriert.
Nahe Holte ist vom Land Niedersachsen eine 230 Hektar große Fläche angekauft worden, die künftig als Entlastungspolder bei hohen winterlichen Wasserständen der Leda dienen soll.

### Medien
In Rhauderfehn erscheint die Tageszeitung General-Anzeiger, die Heimatzeitung für das Overledingerland und das angrenzende Oldenburg. Früher wurde diese im Verlag Siebe Ostendorp verlegt, heute erscheint sie in der Zeitungsgruppe Ostfriesland. Die Redaktion für den General-Anzeiger ist jedoch immer noch am Verlagsstandort in Rhauderfehn beheimatet.
Weiterhin liegt Rhauderfehn im Verbreitungsgebiet verschiedener anzeigenfinanzierter Wochenzeitungen wie Wecker und Sonntagsreport.
Seit Mai 2015 erscheint quartalsweise das Magazin Fehntjer Zeitgeist, welches sich mit Geschichte und Geschichten aus der Region befasst.

### Bildung
Die Gemeinde Rhauderfehn ist Trägerin von acht Grundschulen, die sich auf das Gemeindegebiet verteilen. Auch das gesamte Spektrum an weiterführenden Schulen findet sich im Ort: Eine Haupt- und eine Realschule sowie seit dem Jahr 2004 ein Gymnasium, das einzige im Landkreis Leer außerhalb der Kreisstadt. Zuvor sind die Gymnasiasten aus Rhauderfehn in Leer oder Papenburg zur Schule gegangen. Komplettiert wird das Angebot durch eine Förderschule mit dem Schwerpunkt „Lernen“. Die Volkshochschule Leer betreibt zudem eine Außenstelle in Rhauderfehn.

### Verkehr

Verkehrsachsen in Ostfriesland: Rhauderfehn (südöstlich von Leer) wird von der Bundesstraße 438 durchzogen. Sie ist die wichtigste Verkehrsanbindung.

Rhauderfehn wird nicht von der Eisenbahn erschlossen und auch von einer Autobahn weder durchkreuzt noch tangiert. Der wichtigste Straßenverkehrsträger ist die Bundesstraße 438, die das Gemeindegebiet in ungefährer Nordwest-Südost-Richtung durchzieht. Die B 438 beginnt bei Folmhusen in der westlichen Nachbargemeinde Westoverledingen, wo sie von der Bundesstraße 70 (Leer–Papenburg) abzweigt. Sie führt durch Rhauderfehn und die östliche Nachbargemeinde Ostrhauderfehn, bevor sie auf dem Gebiet der Gemeinde Saterland in die Bundesstraße 72 einmündet. Der Verkehrskreisel im Zentrum von Westrhauderfehn ist mit 26.000 Fahrzeugen pro Tag der am stärksten befahrene Abschnitt einer Bundesstraße im Overledingerland. Davon entfallen jedoch nur 15 Prozent auf den Durchgangsverkehr, der Rest ist Quell- und Zielverkehr.
Die nächstgelegenen Autobahn-Anschlussstellen sind abhängig vom Quellort innerhalb der Gemeinde und dem Zielort. Für Fahrten auf der Autobahn 31 nach Süden in Richtung Ruhrgebiet liegt die Anschlussstelle Papenburg am nächsten. Für Fahrten in Richtung Emden auf derselben Autobahn bieten sich die Anschlussstellen in Leer (Leer-West, Leer-Nord oder Leer-Ost) an. In beiden Fällen müssen die genannten Städte jedoch durchfahren werden. Alternativ führt der Weg über die B 438 und die B 72 zur Anschlussstelle Filsum an der Bundesautobahn 28. Diese Anschlussstelle ist auch die nächstgelegene für Fahrten in Richtung Oldenburg. Als Alternative für Fahrten auf der A 31 in Richtung Süden bietet sich die Nutzung der Bundesstraße 401 (Küstenkanalstrecke) an, die in einigen Kilometern Entfernung südlich am Gemeindegebiet vorbeiführt und an der Anschlussstelle Dörpen endet.
Einen Bahnhof besitzt Rhauderfehn nicht. Die nächstgelegenen Bahnhöfe mit Intercity-Anschluss sind an der Bahnstrecke Rheine–Norddeich Mole der Bahnhof Leer (Ostfriesland) und Papenburg (Ems). Von 1912 bis 1973 wurde die Kleinbahn Ihrhove–Westrhauderfehn betrieben und schließlich wegen Unrentabilität eingestellt.
Die Fehnkanäle haben heute für die Berufsschifffahrt keine Bedeutung mehr. Sie werden lediglich noch für den Freizeitverkehr genutzt. Ähnlich verhält es sich auf dem Abschnitt der Leda, welcher das nördliche Gemeindegebiet tangiert, wobei diese jedoch auf ihrem gesamten Verlauf von der Einmündung des Elisabethfehnkanals (hier noch Sagter Ems genannt) bis zu ihrer Mündung in die Ems eine Bundeswasserstraße ist.
Der nächstgelegene Flugplatz ist derjenige in Leer. Der nächstgelegene internationale Flughafen mit Linienverkehr liegt in Bremen.

## In der Gemeinde geboren
- Johann Christian Reil (1759–1813), Mediziner (geboren im Ortsteil Rhaude)
- Johann Rosenboom (* 1947), Maler und Grafiker (geboren im Ortsteil Backemoor)
- Albrecht Saathoff (1875–1968), Pastor und Historiker (geboren im Ortsteil Backemoor)
- Albrecht Weinberg (* 1925), Überlebender und Zeitzeuge des Holocaust, Ehrenbürger von Rhauderfehn
- Zoppe Voskuhl (1955–2019), Maler, Grafiker und Bildhauer
- Fokko Wilhelm Doyen (* 1956), ehem. Flugkapitän und Träger des Verdienstkreuzes am Bande